# Universo HQ
Universo HQ (Universo Historieta) es un sitio web brasileño sobre cómics, considerado la fuente de información brasileña más importante sobre noticias relacionadas con las historietas.

## Historia
Universo HQ fue creado por Samir Naliato y publicado por primera vez el 5 de enero de 2000. Después de seis meses, Naliato invitó al periodista Sidney Gusman a convertirse en el editor del sitio. Gusman también invitó a Sérgio Codespoti y Marcelo Naranjo a trabajar con ellos, seguidos por muchos colaboradores diferentes durante los años. El primer destacado periodístico de Universo HQ fue en 2000, cuando el artista Jerry Robinson tuvo un infarto durante una visita a São Paulo. La cobertura de Universo HQ se convirtió en la fuente principal de la prensa general.

## Libro
En 2015, la editorial brasileña Nemo lanzó el libro Universo HQ Entrevista (ISBN 978-85-82862-64-3), con una compilación de 23 entrevistas realizadas en los primeros 15 años del sitio con artistas como Will Eisner, Ivo Milazzo, Joe Kubert, Mark Waid, Lourenço Mutarelli, Neil Gaiman, John Byrne, Giancarlo Berardi, Don Rosa, etc., incluyendo dos nuevas entrevistas hechas especialmente para el libro, con José Luis García-López y Mauricio de Sousa.

## Podcast
El 21 de agosto de 2015, Universo HQ emitió el primer episodio del podcast Confins do Universo (Confines del Universo) con una discusión sobre la nueva película de los 4 Fantásticos. El podcast se publica periódicamente cada dos semanas con un tema principal discutido por Naliato, Gusman, Codespoti y Naranjo, con la participación de diferentes invitados.

## Premios
Universo HQ ganó el Troféu HQ Mix, el premio brasileño más importante relacionado con el cómic, diez veces en las categorías "Mejor sitio web sobre cómics" (de 2001 a 2008) y "mejor medio de comunicación sobre cómics" (2010 y 2011). El editor Sidney Gusman también ganó el Troféu HQ Mix de 2001 a 2007 en la categoría "Mejor periodista especializado" y el Trofeo Jayme Cortez (destinado a recompensar grandes contribuciones al cómic brasileño) en 2004 y 2014.